# 朋友界限2：危險領域
《朋友界限2：危險領域》（英語：Friend Zone 2: Dangerous Area），為泰國GMM 25與LINE TV於2020年9月25日起播出的愛情電視劇，由Pearwah、Namtan、Lee、Singto、Nat、Plustor、Arm、Best、Joss、Aye及Pluem主演。
此劇為2018年電視劇《朋友界限》的第二季續集，故事設定為第一季的前傳及後續，由GMMTV與製作公司Trasher Bangkok合作拍攝，在2019年10月GMMTV的「New & Next」活動上公開先導預告片。其後，此劇於2020年9月在GMM 25電視台及LINE TV首播，翌年1月終映。

## 劇情簡介
此季度以Boyo、Boom、Earth及Stud四人之間的愛情經歷為核心。接續上季，Boyo決定與Good交往，但Good在之後的一年依然抱著曖昧不清的態度應對她。Boom亦開始與Tor同居，但在Tor開始成為著名歌手後，一個女人開始進入Tor的人生，動搖兩人的感情關係。
而Earth則在上季度得知好友Stud與男友Sam出軌後，決定在公司裏辭職。而他與Sam的關係仍然不穩定，尤其Sam的前度男友再次在兩人面前出現。Earth在此之後面對與Stud重修舊好，以及回憶兩人舊日關係的苦惱。不久後，他們曾經的大學朋友Bew，更開始煽動過去的事情，令這些人之間的關係變得更複雜。

## 演員陣容
註：括號內的演員姓名為小名。

### 主要人物
- 妮查潘·查采芃納（Pearwah）飾演 Boyo

Good的女友。在兩人開始交往一年後，Good的態度依然搖擺不定，無法分辨究竟是當她是朋友還是女朋友，讓她開始對兩人的關係感到不放心。
- 提娜麗·維拉瓦諾丹（Namtan）飾演 Boom

Boyo的朋友，Tor的女友。自從男朋友成為有名的歌手後，兩人的關係開始出現問題，尤其Tor周邊不斷出現接近他的女人，使她感到難過，亦感到不安。
- 塔納·羅坤宋巴（Lee）飾演 Good

Boyo的男友。由於他一直在如何對待Boyo的問題上猶豫，開始使她離開自己。
- 巴拉奇亞·魯洛（Singto）飾演 Earth

Sam的男友，Stud的朋友。自從在公司辭職後，在一段時間內他與Sam之間面臨著四個悲傷的戀愛問題，加上Sam的前男友再次回到了他的視線之中，令他對兩人的感情感到更加不穩。
- 纳特·萨克达通（英语：Nat Sakdatorn）（Nat）飾演 Sam

Earth的男友，現職醫生。
- 陂諾皮帕·帕塔納汕他儂（Plustor）飾演 Stud

Earth的朋友，在Sam與Earth交往前，曾與Earth發展曖昧不清的關係，但對Earth最終只當他是朋友感到傷心。
- 維拉育特·查蘇克（Arm）飾演 Pop

Sam的前任男友，在Sam與Earth出現感情危機之後，再次出現並挑戰Earth的地位。
- 納塔西特·科蒂馬努瓦尼（Best）飾演 Tor

Boom的男友，逐漸成名的歌手。他認為女友並不理解他，並對自己與其他女性的接觸過分敏感。
- 韦阿·森恩（Joss）飾演 Safe

英俊的籃球運動員，以健碩的身材激起不少女人的心。他在第一次看到Boyo時，已被她深深吸引。
- 莎楠查娜·阿芘莎麦蒙空（Aye）飾演 Amm

Boyo、Boom的學姐，空中服務員，現在正與時髦的女人Chris發展地下情關係。
- 吳夢凡（Pluem）飾演 Locker

與有男朋友的Boyo調情的年輕男生。他不會輕易放棄兩人的關係，揮舞著與她調情的把戲。為了贏得她的心，他和Boyo都經歷了各種鬱悶的時刻。

### 其他人物
- 拉芘莎拉·瑛特勒素（Apple）飾演 Chris

與Amm交往的女生，一個美麗而大膽的女人。
- 查亞彭·朱塔瑪斯（AJ）飾演 Ta

喜歡Stud的實習生。
- Ravisrarat Pibulpanuvat（Preen）飾演 Bew

令Boyo、Boom和Earth的生活變得更加動盪的核心。她在大學時代開始就與他們有過節，抱著不好的目的再次在他們的人生中出現。
- 帕查娜·塔布彤（Kapook）飾演 Music

Tor的同事，單戀Locker的性伴侶。
- Unnop Thongborisut（Por）飾演 Ton

物理治療科醫生，Sam的朋友。
- Thanavate Siriwattanagul（Gap）飾演 Tod

Tor的哥哥。

### 特別出演
- Chanokwanun Rakcheep（Took）

Stud的媽媽。
- 普西特·迪塔皮西（Fluke）飾演 Blue

Locker的朋友。

## 劇集迴響

### 泰國電視收視
- 收視最低的集數以藍色表示，收視最高的集數以紅色表示，而空格則表示該集的收視沒有相關數據。

| 集數 No.   | 播放日期       | 播放時段 (UTC+07:00) | 平均收視率 | 來源   |
| ---------- | -------------- | -------------------- | ---------- | ------ |
| 1          | 2020年9月25日  | 星期五 22:10         | 0.194      | [ 6 ]  |
| 2          | 2020年10月2日  | 星期五 22:10         | 0.1        | [ 7 ]  |
| 3          | 2020年10月9日  | 星期五 22:10         | 0.155      | [ 8 ]  |
| 4          | 2020年10月16日 | 星期五 22:10         | 0.059      | [ 9 ]  |
| 5          | 2020年10月23日 | 星期五 22:10         | 0.180      | [ 10 ] |
| 6          | 2020年10月30日 | 星期五 22:10         | 0.198      | [ 11 ] |
| 7          | 2020年11月6日  | 星期五 22:10         | 0.144      | [ 12 ] |
| 8          | 2020年11月13日 | 星期五 22:30         | 0.175      | [ 13 ] |
| 9          | 2020年11月20日 | 星期五 22:30         | 0.083      | [ 14 ] |
| 10         | 2020年11月27日 | 星期五 22:30         | 0.214      | [ 15 ] |
| 11         | 2020年12月4日  | 星期五 22:30         | 0.112      | [ 16 ] |
| 12         | 2020年12月11日 | 星期五 22:30         | 0.106      | [ 17 ] |
| 13         | 2020年12月18日 | 星期五 22:30         | 0.098      | [ 18 ] |
| 14         | 2020年12月25日 | 星期五 22:30         | 0.170      | [ 19 ] |
| 15         | 2021年1月8日   | 星期五 23:00         | 0.124      | [ 20 ] |
| 16         | 2021年1月15日  | 星期五 23:00         | 0.088      | [ 21 ] |
| 平均收視率 | 平均收視率     | 平均收視率           | 0.138      | 1      |

^1  基於每集的平均觀眾份額。

## 外部連結
- GMMTV官方網站 （页面存档备份，存于）（泰文）
- MyDramaList 劇集介紹及劇評 （页面存档备份，存于）（英文）
- 豆瓣劇集介紹 （页面存档备份，存于）（中文）